# Революция астр
Революция астр (венг. Őszirózsás forradalom), или хризантемная революция — буржуазно-демократическая революция в Венгрии, происходившая с 31 октября по 16 ноября 1918 года. Её лидером был граф Михай Каройи, который при поддержке социал-демократов встал во главе правительства, а затем провозгласил независимость страны и её превращение в демократическую республику.

## Предыстория и причины революции
Венгрия наравне с другими национальными районами Австро-Венгрии, несмотря на все привилегии,
связанные с унией с Австрией, несла на себе все тяготы Первой мировой войны. В связи с наступлением военного времени усилились репрессии венского правительства относительно местных национальных организаций, которые были закрыты. Сотни тысяч венгров были призваны в армию Габсбургов, гарнизоны усилены, а основные военные предприятия милитаризованы. Будапештский парламент, будучи бессильным в данной ситуации, пытался саботировать военные мероприятия. Поначалу эти меры не давали практической пользы, однако с ростом народного недовольства войной парламент и национальная интеллигенция становились центрами оппозиции в Вене. Постепенный перелом ситуации на войне в пользу Антанты, а также приближение фронта к границам государства вкупе с крахом флота и системы снабжения продовольствием побудили местную правящую элиту действовать.
17 октября 1918 года, на следующий день после публикации императором Карлом манифеста о преобразовании Австро-Венгрии в федерацию, согласно которому во всех национальных районах были созданы национальные советы, парламент Венгрии разорвал личную унию с Австрией. Однако законодательный форум в Будапеште не пошёл дальше, не провозгласив ни независимости, ни низложения Габсбургов. Несмотря на это, Карла, монархию и империю не спасли ни указ, ни коронация в столице Венгрии 21 ноября 1916 года. Примеру венгров последовали чехи, провозгласившие независимость 28 октября, и южные славяне днём позже. Падение Габсбургской монархии, сопровождавшееся катастрофой на фронте, а также необходимость сохранения территориальной целостности Венгрии от последствий потенциального вторжения войск Антанты, вынудило императора назначить 27 октября регентом эрцгерцога Иосифа Августа, который три дня спустя отправил в отставку правительство Векерле и назначил премьер-министром Яноша Хадика с целью наведения порядка в Венгрии и претворения условий манифеста от 16 октября 1918 г. в жизнь. Однако фактически эта последняя попытка императора сохранить контроль над Транслейтанией провалилась.

## Восстание в Будапеште и реакция транслейтанских провинций
30 октября 1918 года Михай Каройи выступил в парламенте с очередной эмоциональной речью, в которой призвал к закреплению завоеваний на фронте войны венгерского народа, достигнутых в борьбе за свободу в условиях разложения империи. Социал-демократическая партия была восстановлена, с её деятельности были сняты всяческие ограничения; и именно её Центральное правление с подачи графа Каройи призвало рабочих и солдат к восстанию 31-го числа. С самого раннего утра огромные вооружённые толпы с цветками астр на одеждах стали стекаться к центру города и, в частности, к королевскому дворцу. Армия восставших не встретила никакого сопротивления. К полудню эрцгерцог Иозеф-Август бежал из Будапешта, а Янош Хадик сложил с себя полномочия. Император, осознав сложившуюся ситуацию, назначил Каройи премьером.
Населённые преимущественно венграми земли венгерской короны приняли новость с ликованием, посчитав революцию удачно завершившимся последним боем за независимость, хотя парламент по-прежнему не низложил Габсбургов и не провозгласил независимость Венгрии от Австрии. В то же время, 29 и 30 октября Загребское народное вече и Словацкий национальный совет («Мартинская декларация») объявили об отделении от Венгрии, в Трансильвании усилилось движение за объединение с Румынией. В условиях продолжавшейся войны и выработанных Антантой принципов по Австро-Венгрии в ходе войны новое правительство не могло остановить развал государства.

## Провозглашение республики

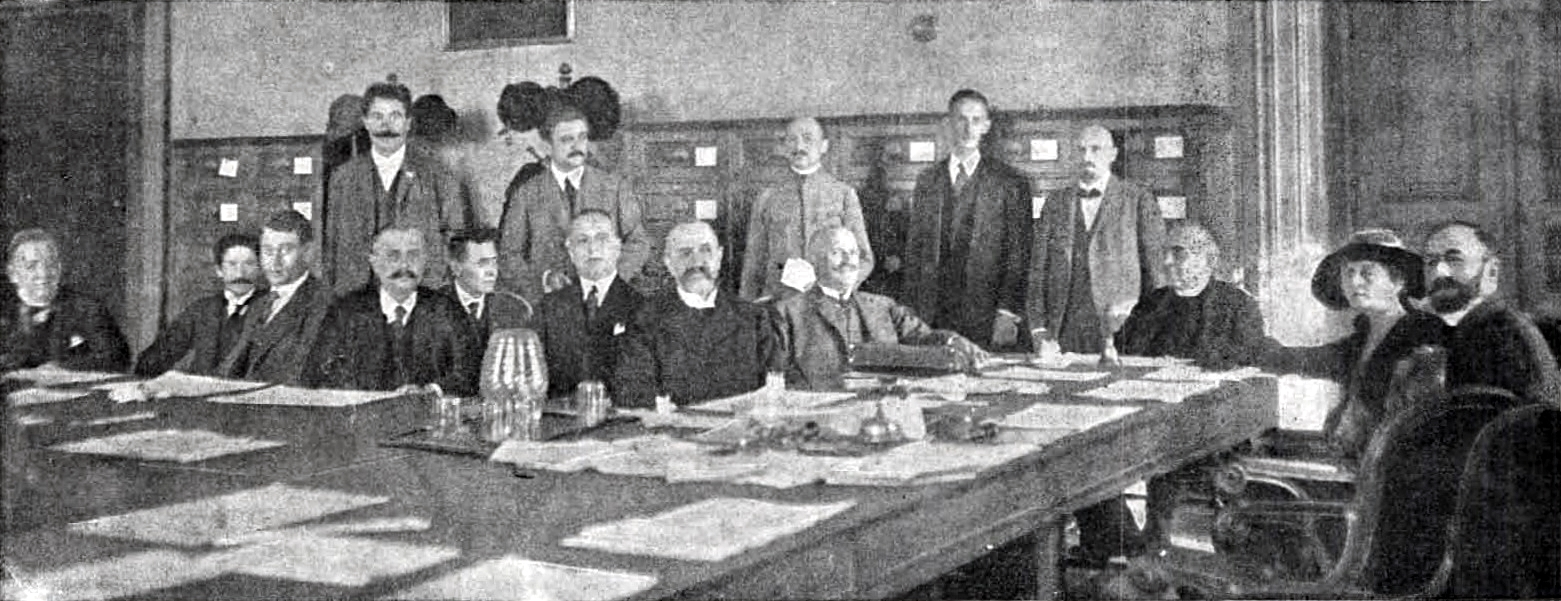
Члены Венгерского национального совета

Пока венгерское правительство пыталось справиться с хаосом в стране, абсолютно не готовой к зиме, в Падуе 3 ноября было подписано перемирие. Австро-Венгрия проиграла мировую войну. Унизительные условия мира поспособствовали тому, чтобы 5 ноября парламент низложил с трона Карла IV, а 13 ноября сам Карл выпустил прокламацию, в которой заявил о «самоустранении от управления внутренними делами Венгрии», подчёркивая, что «не отрекается от трона и готов вернуться вновь для помощи своему народу в преодолении революционной смуты».

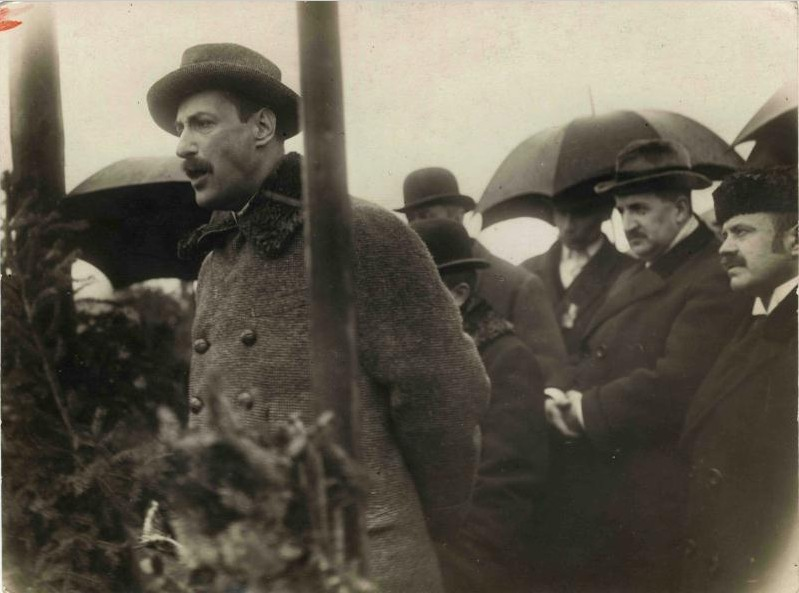
Михай Каройи (в центре) и Денеш Беринкеи в феврале 1919 года

После этих событий находившийся на волне успеха Михай Каройи 16 ноября 1918 года разорвал перемирие с Антантой в надежде на новый, более выгодный сепаратный мир из-за своих связей с французским правительством, распустил парламент и чрезвычайном декретом объявил «стране и народу о ликвидации постылой монархии и установлении Народной Республики». Так Венгрия стала последней землёй бывшей империи, окончательно порвавшей с Австрией и Габсбургами. Место парламента занял спешно сформированный Национальный совет, составленный из членов верхушки Социал-демократической партии. Новый законодательный орган созвал на 11 января 1919 года Национальный Съезд Советов с целью избрания первого за последние 500 лет главы независимой Венгрии и подрыва влияния образовавшейся 4 ноября 1918 года Коммунистической партии Венгрии, державшей курс на пролетарскую революцию и союз с Советской Россией. Президентом был утверждён Михай Каройи, который в новом качестве назначил новое правительство во главе с Денешем Беринкеи. Был установлен 8-часовой рабочий день, социальное страхование рабочих и временная демаркация границ с новыми соседями. Революция астр завершилась победой, однако будущее оказалось далеко не таким безоблачным. Уже в декабре 1918 года рабочие стали проявлять недовольство хозяйственной политикой правительства, а также подписанием сепаратного перемирия на менее выгодных условиях и потерей Трансильвании. Возникали конфликты на границах. Революция не решила всех проблем, связанных с будущим Венгрии.

## Результаты и последствия революции
Независимая и республиканская Венгрия была с неохотой признана как державами-победительницами, так и соседями: румынами, чехословаками и новым государством южных славян. Несмотря на свержение Габсбургов и расторжение унии, больше никаких шагов в развитии и укреплении Венгерского государства сделано не было. Институты демократии оказались неспособными к восстановлению экономики, национальной гордости и сохранению территориальной целостности. В результате переворота весной 1919 г. на смену правительству Каройи пришёл союз коммунистов и левых социал-демократов, провозгласивших 21 марта Венгерскую Советскую Республику.
Народная Республика была восстановлена 2 августа 1919 года и уничтожена через 6 дней, 8 августа, вернувшим себе власть регентом эрцгерцогом Иозефом-Августом. Через две недели Антанта вынудила эрцгерцога отказаться от власти и вернуть власть республиканскому правительству, которое было признано законной властью в Венгрии. Новый кабинет министров во главе с Кароем Хусаром был сформирован, однако, лишь 25 сентября. 25 ноября 1919 года буржуазная демократия окончательно пала после вхождения в Будапешт контрреволюционных войск под командованием Миклоша Хорти и Иштвана Бетлена и объявления о реставрации монархии с передачей вопроса об окончательном утверждении государственного строя свободно избранному Национальному собранию.
Революция астр дала Венгрии первый опыт демократического самоуправления, акт которого саботировался сложившейся политической конъюнктурой. Лишь спустя 70 лет после падения Народной республики страна вернулась к парламентской демократии.
Дальнейшая судьба лидеров революции астр сложилась по-разному. Множество министров пострадало в ходе красного и белого терроров в 1919—1920 гг. Лидер революции, граф Каройи, прожил долгую жизнь, увидел освобождение Венгрии от фашистской диктатуры и в мае 1946 года вернулся на родину. В 1947 году он был назначен послом Венгрии во Франции, но в 1949 году покинул пост в знак протеста против действий режима Ракоши; умер Каройи в эмиграции во Франции в 1955 году.